# Золотарёв, Пётр Алексеевич
Пётр Алексеевич Золотарев — боярский сын, служивший при астраханском митрополите Иосифе. 
Известно, что 3 ноября 1670 года, во время восстание под предводительством Степана Разина, митрополит Иосиф призвал его к себе, прочёл ему царскую грамоту, тайно привезенную узденем черкасского князя Каспулата Муцаловича, в которой государь Алексей Михайлович увещевал астраханцев принести повинную, и со слезами сказал: «Велик и милостив государь, долготерпелив и ждет обращения изменников. Возьми эту грамоту и спиши с нее три списка: если воры отымут у меня подлинную грамоту, то останутся списки; один список положу в соборной церкви в алтаре, другой — в домовой церкви, а третий — у себя оставлю». 
С именем Золотарева связывается написанная им «История об астраханском бунте казака Степана Разина и о убиении в оном митрополита Иосифа, боярина князя Прозоровского и многих воевод». Списки этой книги были помещены в Московской Синодальной библиотеке.